# Franjo Bonifacio
Franjo Bonifacio (tal. Francesco Giovanni Bonifacio; Piran, 7. rujna 1912. − kod Grožnjana, 11. rujna 1946.), istarski kršćanski mučenik i blaženik. 

## Životopis
Rodio se je u Piranu 1912., u vrijeme austrijskom dijelu Austro-Ugarske. Bio je drugo od ukupno sedmero djece. Poslije škole otišao je u Kopar u sjemenište. Tijekom tog vremena umro mu je otac. Bogoslovlje je završio u Gorici, gdje je primio svećenički red tj. postao je prezbiter prosinca 1936. godine u katedrali sv. Justina u Trstu.
Prvo duhovničko mjesto bio mu je rodni Piran. Nakon par mjeseca dodijeljeno mjesto kapelana u Novigradu. Ovdje su mu došli i mati i dvoje braće. U Novigradu je ustanovio lokalni odjel Katoličke akcije (Azione Cattolica). Poslije je premješten u Buje. 13. srpnja 1939. imenovan je za župnika Krasice.
Za vrijeme rata život na istarskom poluotoku postao je teži nego ikada prije. Župljanima je govorio da onaj koji je stvorio Drugi svjetski rat nije Bog, nego ljudi natopljeni grijehom. Bonifacio je u župnoj kući skrivao mladiće koji nisu htjeli ići ni u jednu vojsku. 
11. rujna 1946. ubili su ga pripadnici narodne straže i jugoslavenske vojske kad se vraćao iz Grožnjana, gdje je dijelio ispovijedi. Grob mu se do danas ne zna, a pretpostavlja se da mu je tijelo bačeno u jamu.

## Štovanje
Po odluci pape Benedikta XVI. kardinal Angelo Amato proglasio ga je blaženim 4. listopada 2008. godine. Slika mu se nalazi u vitražnom prozoru i interijeru župne crkve sv. Stjepana u Krasici, a spomen-ploča povodom 50. obljetnice njegove smrti postavljena je u crkvi.

## Vanjske poveznice
Mrežna mjesta
- Bl. Bonifacio - čovjek i svećenik koji i danas govori o vjernosti, dosljednosti, jedinstvu, IKA, 12. rujna 2021.